# Paróquia de São Lázaro (Macau)
A Paróquia de São Lázaro é uma paróquia da Diocese de Macau. A sua igreja matriz, localizada na Freguesia de São Lázaro, é a Igreja de São Lázaro.

## História
Esta circunscrição eclesiástica foi fundada em 1923 como uma paróquia pessoal de todos os chineses, destinando-se assim a servir a comunidade católica chinesa de Macau, que já era relativamente numerosa.
O bispo D. Paulo José Tavares (1961-1973) procedeu a uma reorganização das paróquias de Macau. Nesta remodelação, a paróquia de São Lázaro deixou de ser uma paróquia pessoal dos chineses e passou a ser uma paróquia territorial destinada a todos os católicos, chineses e não chineses, que moravam nos seus limites territoriais. Os católicos chineses que viviam no território das outras paróquias passaram a pertencer às suas respectivas paróquias, desvinculando-se assim da paróquia de S. Lázaro.